# De beerputmoord
De beerputmoord is een Belgische moordzaak uit 1994. Op 9 maart 1994 werd boer Roger Kerckaert (47) dood aangetroffen in de beerput onder zijn koeienstallen. Hij had een hoeve in Oostkamp, West-Vlaanderen. Acht maand eerder, op 30 juni 1993, werd Roger voor het laatst gezien en sindsdien ontbrak elk spoor van hem. Voor de politie was er maar één hoofdverdachte: zijn vrouw Rosie Verstraete.

## Kennismaking Roger en Rosie
Roger Kerckaert was een vrijgezel die zijn hoeve Oostkamp in zijn eentje draaiende hield. Via zijn buurman kwam hij in contact met Rosie Verstraete. De 37-jarige vrouw was weduwe geworden nadat ze haar eerste man verloor aan een alcoholverslaving. Rosie kwam uit Oostende en had twee zonen. Roger was dan inmiddels 45 jaar oud. De twee begonnen een relatie in 1990 en trouwden datzelfde jaar nog. Ze bouwden een nieuwbouw woning in Beernem, Rosie begon een snoepwinkel in Assebroek en de twee zonen van Rosie werden geadopteerd door Roger.

## Gebeurtenissen

### Verdwijning
Op 30 juni 1993 verwittigde Rosie de politie omdat Roger nog niet thuis was toen ze die dag terug kwam van haar winkel. Roger werd die ochtend het laatst gezien door zijn buurman toen hij zijn brievenbus ging leegmaken. Wanneer de politie langs kwam, verwees Rosie Verstraete naar een zelfmoord. Roger zou al een tijd depressief zijn door hun financiële problemen en Rosie suggereerde dat ze misschien eens in de beerput moesten gaan kijken, omdat dit wel vaker gebeurd dat boeren op deze manier zelfmoord plegen. Tijdens de weken die volgden kwam Rosie steeds meer in het vizier van de onderzoekers. Ze verkocht vrijwel meteen de koeien en materiaal van de hoeve. Bovendien merkte de politie tegenstrijdigheden in haar verklaringen. Ook voor het dorp was het duidelijk: Rosie Verstraete had haar man, Roger Kerckaert, vermoord.

### Arrestatie
Acht maand later, in april 1994, werd Rosie aangehouden op verdenking van moord. Ze ontkende echter alle beschuldigingen. Haar zoon Tom (15) daarentegen was minder zwijgzaam. Hij vertelde de politie dat hij exact wist wat er de dag van de verdwijning gebeurd was. Hij verklaarde dat hij die ochtend een doffe bonk gehoord had en dat het Roger bleek te zijn die op de grond lag. Hij zou zijn moeder vervolgens geholpen hebben om het lichaam van Roger in de koffer te heffen en zou met haar meegereden zijn naar de hoeve in Oostkamp. Daar zou hij het deksel van de beerput opgetild hebben en samen met zijn moeder het lichaam in de beerput gelegd hebben. Later wijzigde hij zijn verklaring en vertelde hij dat de plannen al 14 dagen op voorhand gemaakt waren en dat zijn moeder chloroform gebruikt had om Roger bewusteloos te krijgen. Uiteindelijk trok de zoon zijn verklaringen in.
Op 9 maart, een maand na de aanhouding van Rosie, werd het lichaam van de boer teruggevonden in zijn beerput.

## Proces

### Vermassen vs. Van Eeckhaut
Het proces ging van start op 15 april 1995. Rosie zat dan al 2 jaar in voorarrest. Ze werd verdedigd door Jef Vermassen en de burgerlijke partij werd te woord gestaan door Piet Van Eeckhaut, twee van de bekendste strafpleiters van België. Het ging er dan ook hevig aan toe in de rechtbank.
Tijdens het proces werd er een uitstap gedaan naar de hoeve in Oostkamp, omdat Vermassen daar zijn punt probeerde te bewijzen dat het Rosie en haar zoon nooit gelukt zou zijn om het zware rooster met z'n tweeën op te tillen.

### Vonnis
De laatste dag van het proces, die uiteindelijk 19 uur geduurd heeft, was een zeer bewogen dag. Na de pleidooien gingen de juryleden in beraad en keerden na anderhalf uur terug om antwoord te geven op de twee schuldvragen. Rosie werd door de jury met 7 stemmen tegen 5 schuldig bevonden. Dit verschil was echter niet groot genoeg, zodat drie beroepsrechters mee moesten stemmen. Met hun stemmen was het vonnis officieel. Rosie Verstraete werd schuldig bevonden aan moord, maar op de schuldvraag of ze dit deed met voorbedachte rade, antwoordde de jury 'neen'. Ze werd veroordeeld tot 20 jaar dwangarbeid, zoals dat vroeger heette. Dat komt er op neer dat ze 20 jaar gevangenisstraf kreeg, waarvan ze ondertussen al 2 jaar uitgezeten had. Vijf jaar later, na een derde van haar straf, kwam Rosie Verstraete vrij. Ze stierf in 2023 op 70-jarige leeftijd.

### Tweede rechtszaak
De zoon van Rosie, die op het moment van de feiten 15 jaar en dus minderjarig was, moest voor de jeugdrechter verschijnen. Hij werd schuldig bevonden aan medeplichtigheid van moord en verbleef een jaar in een jeugdinstelling.

## Nasleep
Jef Vermassen, die met volle overtuiging in de onschuld van zijn cliënt geloofde, was zo gechoqueerd door de uitspraak van de jury dat hij zwoer nooit meer een assisenzaak te zullen doen. Hij hield zichzelf hieraan totdat Rosie 5 jaar later vrijkwam, in april 2001, nadat ze een derde van haar straf had uitgezeten. Drie jaar daarna stond Vermassen weer in de assisenzaal.
In de reeks 'Moordzaken: Eeuwige twijfel' van VTM, worden de meest spraakmakende zaken uit België waar twijfel rond bestaat, besproken. In de aflevering over de beerputmoord blikt onder andere Jef Vermassen terug op de zaak.